# Hut (toponiem)

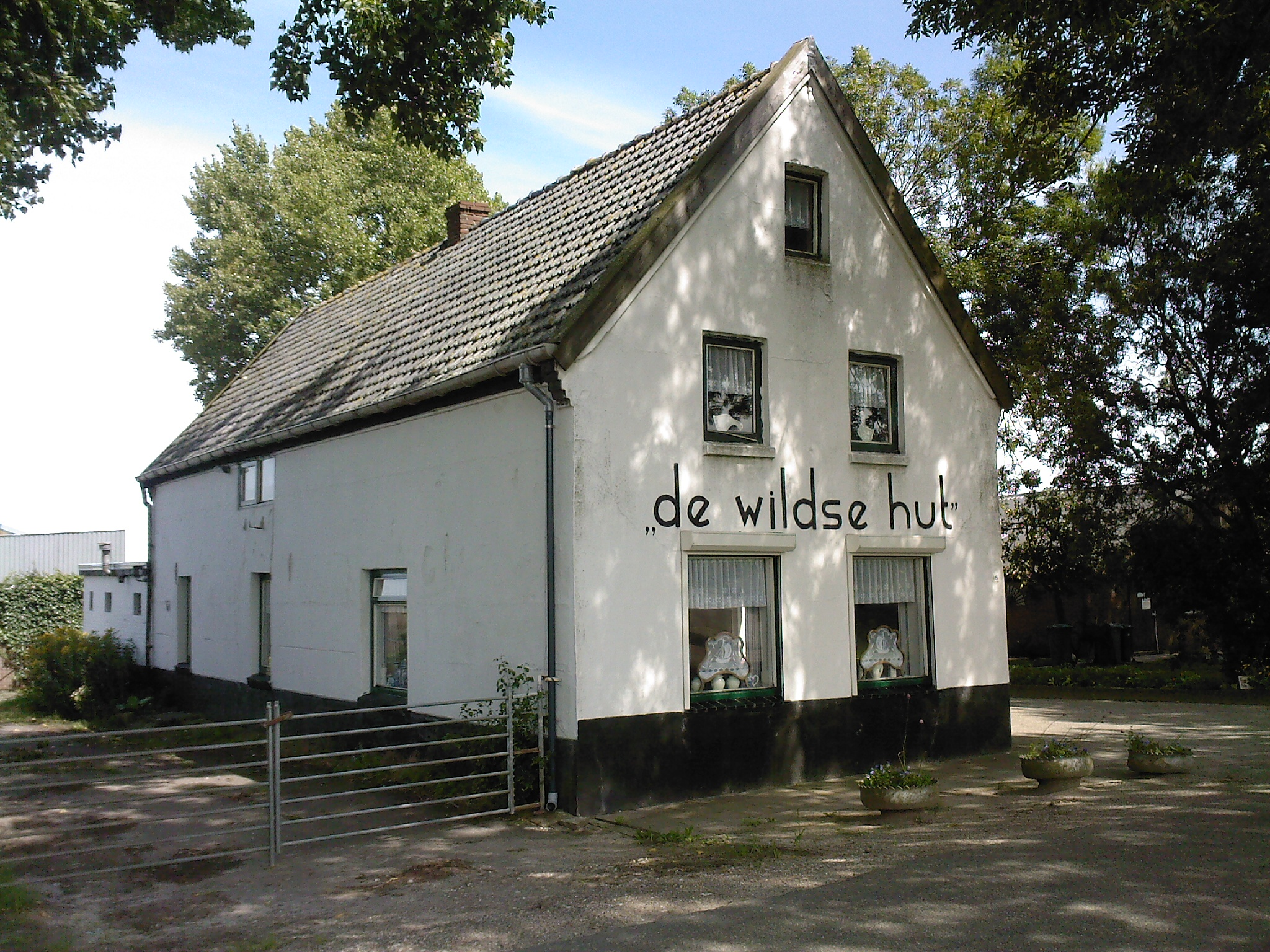
Voormalig Café "de Wildse Hut"

Het toponiem hut verwijst naar een kroeg of herberg in een buitengebied. Soms betrof het een uitspanning halverwege twee plaatsen, maar het kon ook een primitief etablissement betreffen of zelfs een uitermate ongure plaats van samenkomst voor smokkelaars en stropers. Het toponiem komt vooral in Noord-Brabant voor.
Een aantal van deze hutten zijn populaire doelen voor uitstapjes geworden, zoals de Aalsterhut (Hut van Mie Peels) en de Vresselse Hut (tussen Breugel en Nijnsel).
Andere hutten bestaan enkel nog als huis of boerderij, zoals de Heezerhut, in de bossen tussen Heeze en Valkenswaard. Daarvan is de naam overgegaan op een voormalige verzorgingsplaats aan de A2. De oude Hazenhut bevond zich aan de oude verbindingsweg tussen Milheeze en Venray, ter hoogte van de provinciegrens tussen Noord-Brabant en Limburg. Rond 1920 werd het pand op de provinciegrens gesloopt en circa 1200 meter oostelijker herbouwd als De Nieuwe Hazenhut. Later vestigde Vliegbasis De Peel zich daar; die gebruikt het pand als opslag en noemt het De Schuur.
In het voormalige dorp Empel stond de verdwenen Empelse Hut, waarvan de middeleeuwse huisterp te zien is in de Bossche wijk De Rompert en De Morgen, tussen de Tweede Morgen en de Zesde Morgen.

## Beerse Overlaat
In de Traverse van de Beerse Overlaat had men zeer speciale hutten. Om de waterloop vrij te houden, mocht er namelijk geen geboomte of vaste bebouwing aanwezig zijn. Er werden dus demontabele houten bouwsels neergezet, waar de boeren konden schuilen en waar een borrel werd geschonken. Wanneer kanonschoten uit Grave aankondigden dat de overlaat open zou gaan, moesten de bouwsels in allerijl gedemonteerd en afgevoerd worden. Deze hutten zijn nog in veldnamen terug te vinden: De Hut (Macharense Hut) en Oijense Hut. Ook De Wildse Hut te Het Wild bestaat nog, zij het slechts als woonhuis.